# 農戈馬

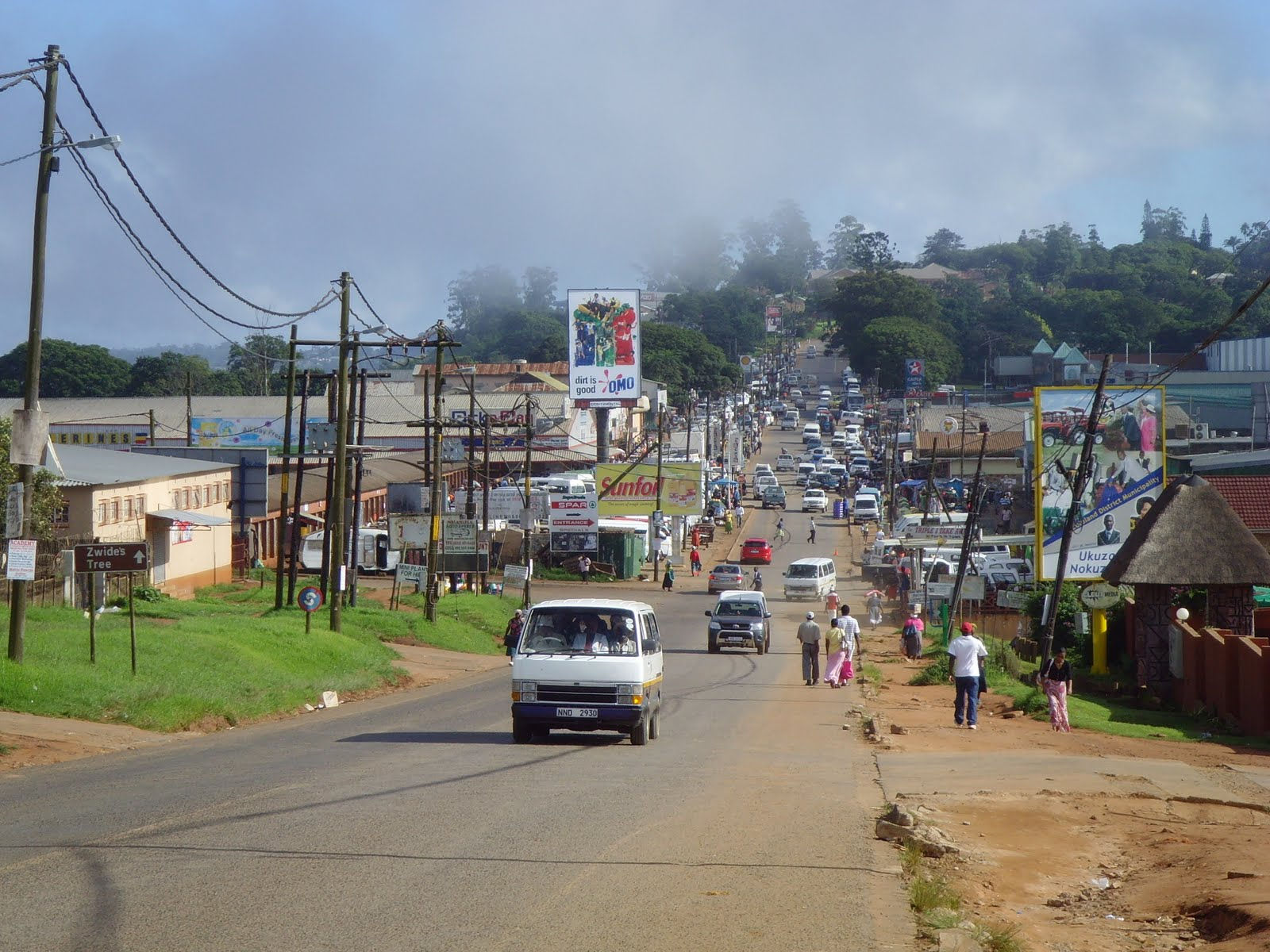
農戈馬

農戈馬是南非的城鎮，位於該國東北部，由夸祖魯-納塔爾省負責管轄，距離馬赫拉巴蒂尼48公里，面積10.13平方公里，2001年人口2,743，人口密度每平方公里270人。

## 外部連結
- Tourism site describing the Umhlanga ceremony （页面存档备份，存于）